# Das größte Geschenk
Das größte Geschenk (spanisch: El Mayor Regalo) ist ein Film von Juan Manuel Cotelo, der am 9. November 2018 in spanischen Kinos uraufgeführt wurde und seit dem 18. Oktober 2019 in Deutschland ausgestrahlt wird. Er beschäftigt sich mit wahren Geschichten bzw. Zeugnissen über Versöhnung, die einzelne Menschen, Familien und Gemeinschaften erlebt haben, wobei der christliche Glaube als versöhnungsstiftend hervorgehoben wurde.

## Handlung
Fiktion ist bei Cotelos Film einzig die Rahmenhandlung, die in dem Dorf „Hateful Town“ im Wilden Westen spielt und als Komödie angelegt ist. Zwei Revolverhelden sind gerade dabei, eine Generationen zurückreichende Familienfehde im Schießduell zu entscheiden, als der Regisseur – von Cotelo selbst gespielt – die Szene unterbricht, das Drehbuch unter Protest der Schauspieler zerreißt und ein „richtiges Happy End“ fordert. Dafür muss allerdings erst eine entsprechende Geschichte mit einer wahren Versöhnungsperspektive gefunden und die Crew davon überzeugt werden. Die Darsteller scheitern nämlich während den Abwesenheiten ihres Regisseurs zwischen den einzelnen Versöhnungsgeschichten dabei, nachhaltigen Frieden aufzubauen. Durchgespielt wird dabei etwa die Möglichkeit der Todesstrafe, die Selbstjustiz und ein diktatorisches „Gleichheitsparadies“. Die Cowboys von Hateful Town lernen im Laufe des Films, dass Friede Schritte der liebenden Versöhnung braucht, sodass ein Ausbrechen aus dem Teufelskreis von Schuld und Rache möglich werden kann.
Die erste Beispielgeschichte handelt von dem Franzosen Tim Guenard, der sich eine Legende gegründet hat. Er erzählt, dass er von seinen Eltern stark misshandelt wurde, sodass ihn nur der Wunsch nach Rache überleben ließ. Er wurde Boxchampion, kämpfte dann aber innerlich um Vergebung, wie er auch in seiner Autobiographie Boxerkind – Liebe ist stärker als der Hass erzählte. Die Geschichte von Tim Guénard wurde bei ihm verfälscht: nie war er ausgesetzt und er war kein Boxchampion. Die Spaniern Irene Villa überlebte einen Terroranschlag mit zwölf Jahren, sodass sie auf Beinprothesen angewiesen ist. Shane O’Doherty kämpfte bereits als Jugendlicher für die Irish Republican Army und begann im Gefängnis den langen Weg der Versöhnung. Anschließend werden mehrere einfache Leute aus Kolumbien vorgestellt, die inmitten von Gewalt- und Drogenkriminalität Vergebung zu leben begannen. Ein mexikanisches Ehepaar fand nach einem mehrjährigen Konflikt und Trennung wieder zu neuer, vertiefter Liebe zusammen. Als letztes werden Konfliktbewältigungsstrategien nach dem Völkermord in Ruanda (1994) vorgestellt.
Die persönlichen Zeugnisse von der Kraft der Vergebung in komplexen Situationen thematisieren oft auch von Gott erfahrene Vergebung als Hilfe auf dem Weg zu Versöhnungsschritten mit den Mitmenschen.

## Produktion und Verbreitung
Der Low-Budget-Film wurde vor allem durch Crowdfunding finanziert, wovon 3.500 Namen im Abspann zeugen. Premieren des Films waren am 9. November 2018 in Spanien, am 24. Januar 2019 in Österreich und am 18. Oktober 2019 in Deutschland und in Luxemburg.